# Abdoulaye Méïté
Abdoulaye Méïté (Parigi, 6 ottobre 1980) è un ex calciatore ivoriano, di ruolo difensore.

## Carriera

### Club
Ha giocato tra Francia, Inghilterra, Finlandia, Grecia e Scozia, vantando 301 presenze tra i professionisti.

## Palmarès

### Club

#### Competizioni internazionali
- Coppa Intertoto UEFA: 1

Olympique Marsiglia: 2005